# Papp László Budapest Sportaréna
Die Papp László Budapest Sportaréna (deutsch László-Papp-Sportarena Budapest) ist eine Mehrzweckhalle in der ungarischen Hauptstadt Budapest. Mit seiner maximalen Zuschauerkapazität von 15.000 Plätzen ist sie die größte Sport- und Veranstaltungshalle des Landes. Sie befindet sich auf einem großen Gelände zusammen mit dem Nationalstadion Puskás Aréna, der Freiluft-Eisarena Kisstadion, dem Velodrom Millenáris Sporttelep und der BOK Sportcsarnok.
Seit dem 28. Mai 2004 trägt die Arena den Namen des ungarischen Boxers und dreifachen Box-Olympiasieger (1948, 1952, 1956) László Papp, der am 16. Oktober 2003 im Alter von 77 Jahren verstarb.

## Geschichte

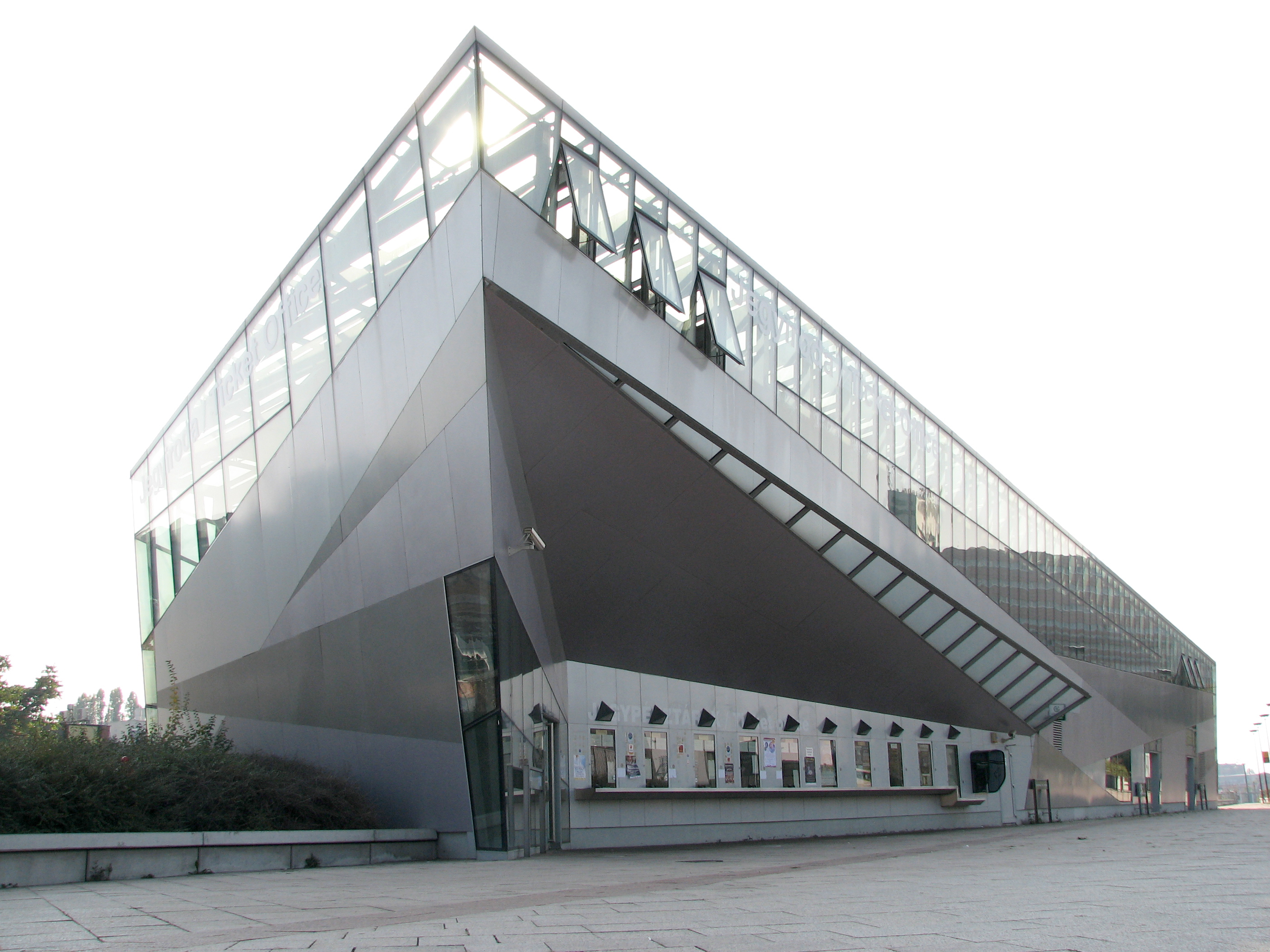
Die Kartenschalter der Arena

Mit den Bauarbeiten begann man am 30. Juni 2001, nachdem am 15. Dezember 1999 ein Brand die 1982 erbaute Budapest Sportcsarnok komplett zerstörte. Der Auslöser für das Feuer waren Kerzen auf einem Weihnachtsmarkt. Am 13. März 2003 wurde der Neubau offiziell vom Ministerium für Jugend und Sport eröffnet. Die erste Veranstaltung war ein Konzert verschiedener ungarischer Künstler und Gruppen. Am folgenden Tag fand zur Eröffnung ein klassisches Konzert zum bevorstehenden Beitritt Ungarns in die EU statt. Es endete mit Ludwig van Beethovens 9. Sinfonie (Europahymne).

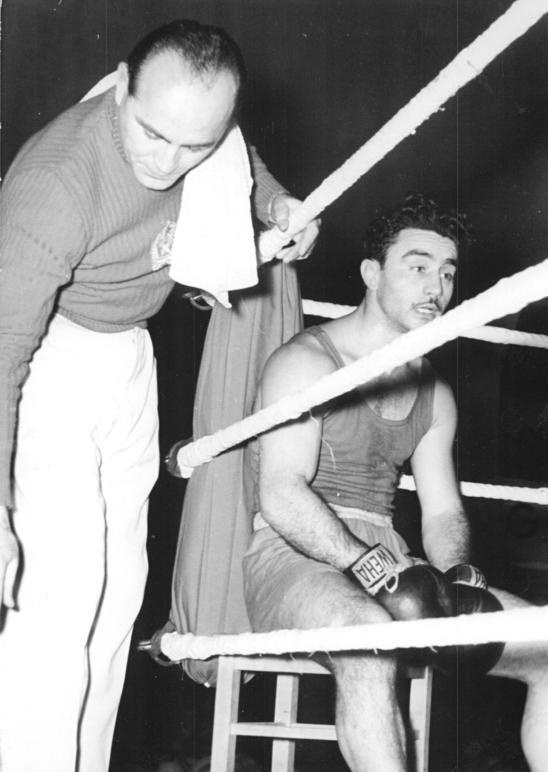
Namensgeber László Papp (rechts) am 11. Dezember 1955 bei einem Box-Länderkampf DDR – Ungarn in Erfurt

Das Gebäude wurde unter anderem mit 50.000 Tonnen Beton, 2.300 Tonnen Stahlgerüst, 11 Mio. Schrauben und mehreren Kilometern Kabel erbaut. Insgesamt beträgt das Gewicht der Halle rund 200.000 Tonnen. Besonderes Augenmerk wurde bei dem Bau verständlicherweise auf den Brandschutz und die Brandbekämpfung gelegt. In der Arena sind zahlreiche Brandschutztüren verteilt, um ein Ausbreiten eines Feuers zu verhindern. Ebenfalls wurde ein Hydranten-System mit 60 im Gebäude verteilten Anschlüssen installiert. So kann man mit Hilfe von Feuerwehrschläuchen jeden Bereich des Gebäudes abdecken. Zusätzlich sind noch drei Hochdruck-Wasserkanonen im Innenraum vorhanden. Für das Design der Arena war das ungarische Architekturbüro KÖZTI verantwortlich; errichtet wurde die Halle vom französischen Bauunternehmen Bouygues Construction.
Die erste internationale Großveranstaltung waren die Leichtathletik-Hallenweltmeisterschaften 2004 vom 5. bis zum 7. März des Jahres. Am Ende des Jahres folgte die Finalrunde der Handball-Europameisterschaft der Frauen mit den Platzierungsspielen und ein Jahr später die Ringer-Weltmeisterschaften 2005. Zum 80. Jubiläum des ungarischen Eishockey-Verbandes und des ersten Länderspiels fand am 29. März 2007 ein Freundschaftsspiel zwischen den Mannschaften von Ungarn und Schweden statt. Die Futsal-Europameisterschaft 2010 wurde neben der Főnix Hall in Debrecen in der Budapester Arena ausgetragen. 2013 fanden in der Halle bereits zum zweiten Mal die Ringer-Weltmeisterschaften statt.
Die Budapester Arena war Anfang Mai 2014 Schauplatz der erstmals ausgetragenen Final Four der EHF Champions League der Frauen 2013/14. Als weiterer Kandidat hatte sich die Arena Stožice im slowenischen Ljubljana um das Turnier beworben. Bis 2021 fand das Finalturnier in der Budapester Arena statt. Ab der Saison 2021/22 findet das Final Four im neuen MVM Dome in Budapest statt.
Im September 2021 wurde von der PDC in der Arena mit der Hungarian Darts Trophy erstmals ein Event der European Darts Tour in Ungarn ausgetragen.

## Konzerte und Shows
Die Arena wird neben den sportlichen Veranstaltungen, Messen auch für Konzerte und Shows genutzt. Eine Auswahl der internationalen Künstler und Gruppen, die ein Konzert gaben.
- 2003: Bryan Adams, Paul McCartney, Harlem Globetrotters, Yes, Dave Gahan, Eros Ramazzotti, Bob Dylan, Robbie Williams, Deep Purple, Kool & The Gang
- 2004: Limp Bizkit, Buena Vista Social Club, P!nk, Ennio Morricone, Peter Gabriel, Britney Spears, Kraftwerk, Cher, Carlos Santana, Sarah Brightman, Diana Krall, David Copperfield
- 2005: R.E.M., Anastacia, Andrea Bocelli, Rammstein, Seal, Queen + Paul Rodgers, Mark Knopfler, Green Day, Duran Duran, Joe Cocker, Avril Lavigne, Marilyn Manson, The Black Eyed Peas, Phil Collins, Tiësto, Simply Red
- 2006: Deep Purple, Chris Rea, Mayday, Depeche Mode, Liza Minnelli, Eros Ramazzotti, Il Divo, Guns N’ Roses, Ricky Martin, 50 Cent, Sting, Eric Clapton, Bryan Adams, Aida
- 2007: Shakira, Roger Waters, The Black Eyed Peas, Muse, Gwen Stefani
- 2008: Snoop Dogg, Mark Knopfler, Kylie Minogue, Coldplay, Queen + Paul Rodgers, James Blunt, Jean Michel Jarre
- 2009: AC/DC, P!nk, Beyoncé Knowles, Dream Theater, ZZ Top, Tom Jones
- 2010: Lady Gaga, Sting, Ozzy Osbourne, Katy Perry, Placebo, Jean Michel Jarre, Rammstein, KISS
- 2011: Shakira, Britney Spears, Rihanna, Rammstein, Santana, Slayer-Megadeth, Scorpions, Roxette, Sting
- 2012: Bryan Adams, Julio Iglesias, The Prodigy, Nightwish, André Rieu, Muse